# Gruppe ILLÉS
A Gruppe ILLÉS egy válogatásalbum, ami 1972-ben jelent meg a Német Demokratikus Köztársaságban, német nyelven.

## Az album dalai
Minden dal Szörényi Levente és Bródy János szerzeménye, kivéve azok, ahol a szerzőség jelölve van. (zárójelben a számok eredeti, magyar címe van feltüntetve –  a német címfordítás nem szó szerinti)
1. Laufschritte (Menekülés) (fordította: M. Jacobs) – 3:26
2. Sonnenlicht (Kis virág) (fordította: D. Schneider) – 5:11
3. Warten, aber Kati kam (A Kati jött) (fordította: I. Branoner) – 3:36
4. In der Nacht starb ein Baum (Elvonult a vihar) (fordította: G. Steineckert) – 4:19
5. Das Leben kann schön sein (Ne sírjatok lányok) (fordította: F. Gertz) – 2:55
6. Da war ich noch ein kleiner Junge (Amikor én még kissrác voltam) (fordította: D. Schneider) – 2:47
7. Hier stand die Sonne hoch (Approximáció) (fordította: G. Steineckert) – 3:50
8. Wo ist Julia (Júliára várunk) (fordította: I. Branoner) – 3:14
9. Komm, geh mit mir (Szerelem) (fordította: D. Schneider) – 3:53
10. Ich werd'warten (Két év nem sok) (fordította: D. Schneider) – 2:46
11. Marika (Sárika) (Szörényi Szabolcs – Bródy János) (fordította: F. Gertz) – 2:12

## Közreműködők
- Illés Lajos – zongora, csembaló, orgona, vokál
- Szörényi Levente – ének, gitár, vokál
- Szörényi Szabolcs – ének, basszusgitár, vokál
- Bródy János – ritmusgitár, vokál, ének
- Pásztory Zoltán – dob, ütőhangszerek